# Arabie préislamique

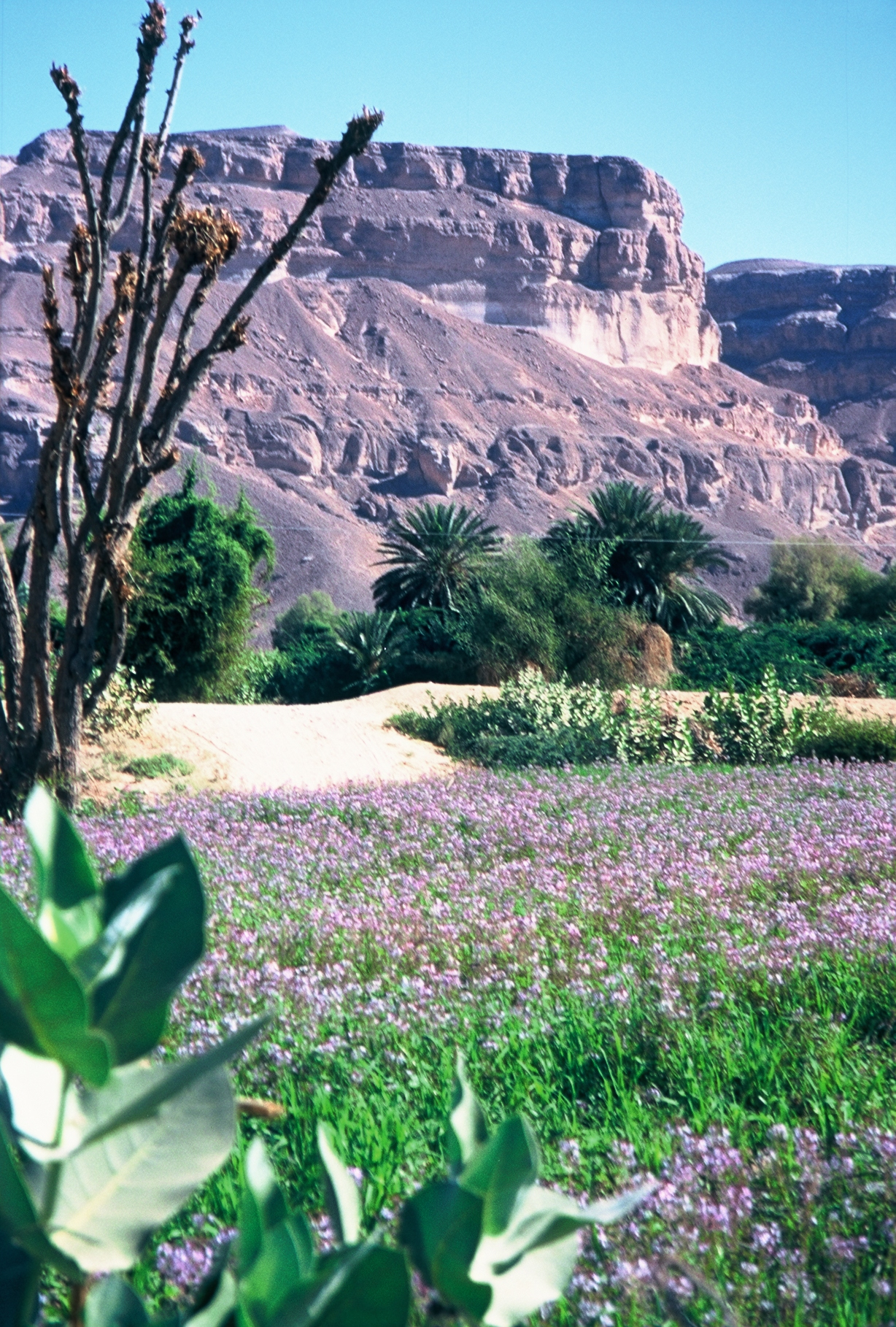
Paysage de l'Hadramaout.

L'Arabie préislamique désigne la péninsule arabique avant le VIIe siècle, soit avant l'apparition de l'islam, incluant la préhistoire et l'histoire de cette région. Dans l'Antiquité, à l'époque de l'Empire romain, les auteurs gréco-latins divisent l'Arabie en trois régions distinctes : l'« Arabie heureuse », au Sud, qui correspond au Yémen actuel ; l'Arabie centrale, peuplée de nomades et de sédentaires et qui vivent dans l'orbite de l'Arabie heureuse ; et l'Arabie pétrée, sous influence des Empires byzantin et perse.
Le Coran fait référence à cette période sous le nom de jâhilîya, signifiant « ignorance », et les traditions présentent cette époque comme marquée par le paganisme et l'ignorance de la « vraie religion » (ce qui n'empêchait pas d'en vanter certaines qualités comme le courage, la générosité ou l'hospitalité). Cette construction mémorielle de l'Arabie préislamique comme période obscure — construction contredite par les recherches actuelles — avait une visée apologétique : il s'agissait de valoriser, par contraste, l’avènement de l'islam dans la région.
On trouvait par ailleurs différentes religions dans cette zone, parmi lesquelles le judaïsme, les cultes polythéistes, le zoroastrisme et le christianisme.

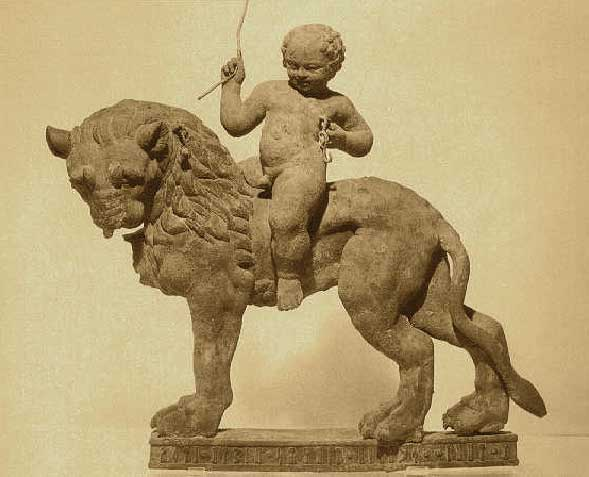
Qataban (Statue, Yémen préislamique).

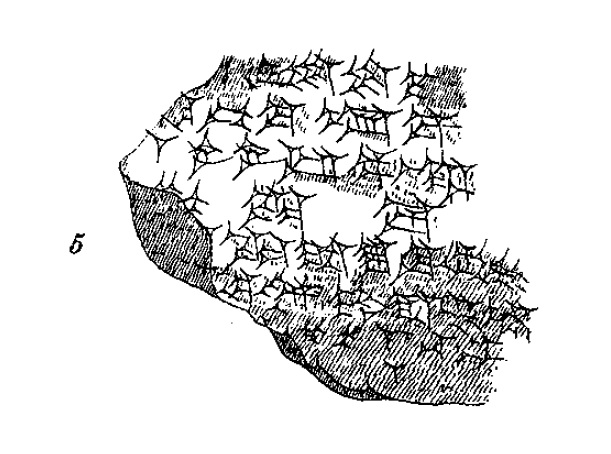
Lettre de Ilī-ippašra, gouverneur de Dilmun et Enlil-kidinni, gouverneur de Nippur, ver -1350.

## Préhistoire

Moyen-Orient au néolithique.

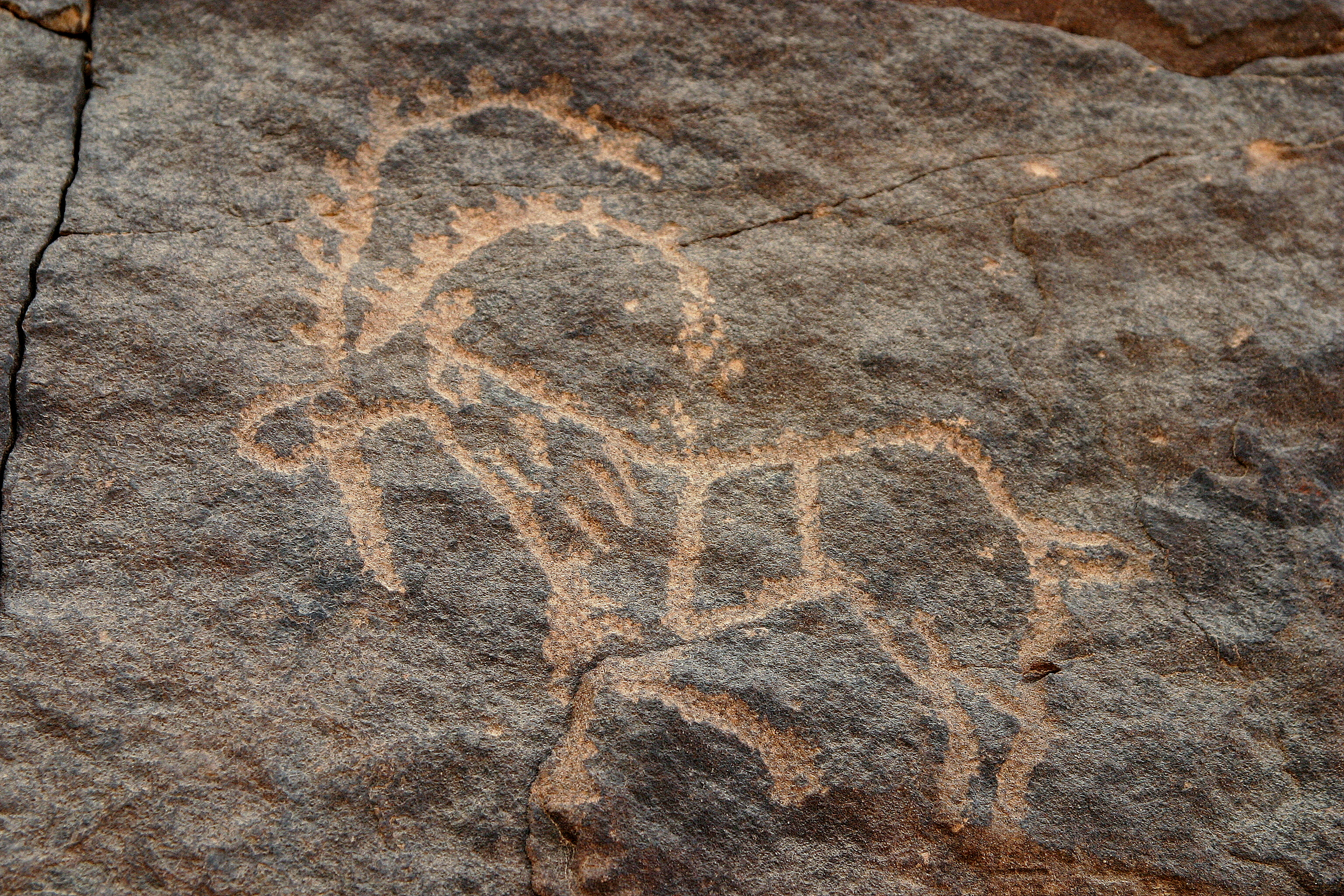
Pétroglyphe,, province de Najran.

À l'époque paléolithique, l'Arabie était habitée par des chasseurs utilisant la pierre taillée. Dans l'Hadramaout, des outils paléolithiques ont été trouvés alors que dans le désert du Rub al-Khali, la découverte d'outillage néolithique semble indiquer un lien avec l'Afrique. On ne sait s'il s'agit de populations parlant une langue sémite ancêtre de l'arabe. À la fin du IIe millénaire av. J.-C., des populations d'origine sédentaire du Croissant fertile semblent s'être installées en adoptant le nomadisme fondé sur l'élevage du dromadaire, domestiqué à cette époque. 
De très nombreuses chambres funéraires, sous des tumulus, souvent entourées de murs circulaires ont été inventoriées dans certaines régions (oasis d'Al Khardj, Bahreïn), les plus anciennes pourraient dater du début du IIIe millénaire av. J.-C.
Des fouilles danoises et françaises récentes ont mis au jour, sur le golfe Persique, des vestiges impressionnants qui s'apparentent étroitement à la culture de l'Indus du milieu du IIIe et début du IIe millénaire avant notre ère. Si l'on se réfère aux écrits sumériens et akkadiens, il pourrait s'agir des régions de Dilmoun (Qatar, Bahreïn) et de Magan (Oman ?), importantes voies commerciales entre la Mésopotamie et l'Inde.
- Art rupestre dans la région de Haïl (en) (Haïl (province))
- Pétroglyphes et inscriptions de Bir Hima (Najran) (en)
- Al Naslaa (pétroglyphes)
- Sites archéologiques en Arabie saoudite (en)
- Tombes de la culture Dilmun (Bahreïn)

## Histoire ancienne

Empire néo-babylonien (626–539 av. J.-C.)

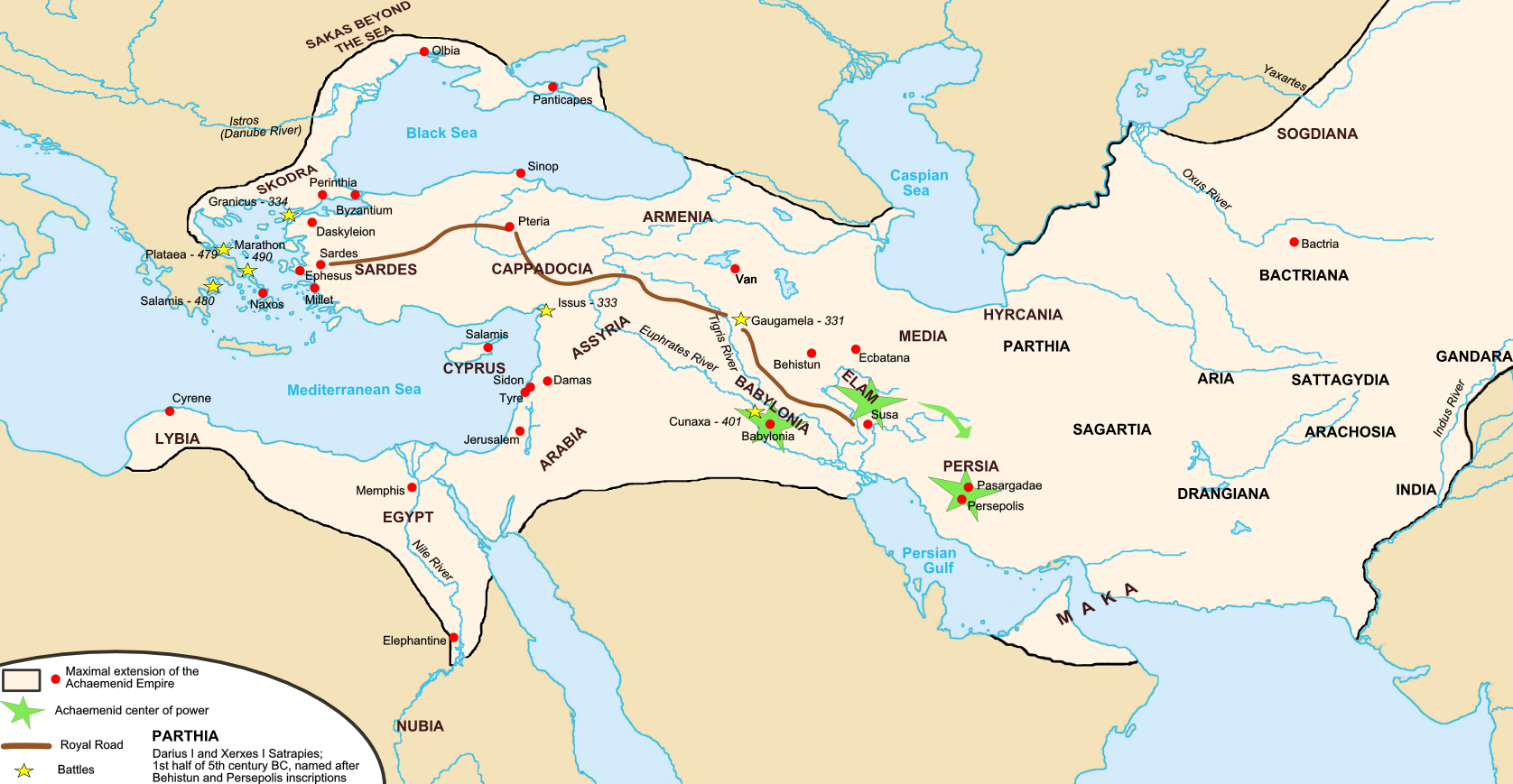
Extension maximale de l'Empire achéménide vers 400 avant notre ère

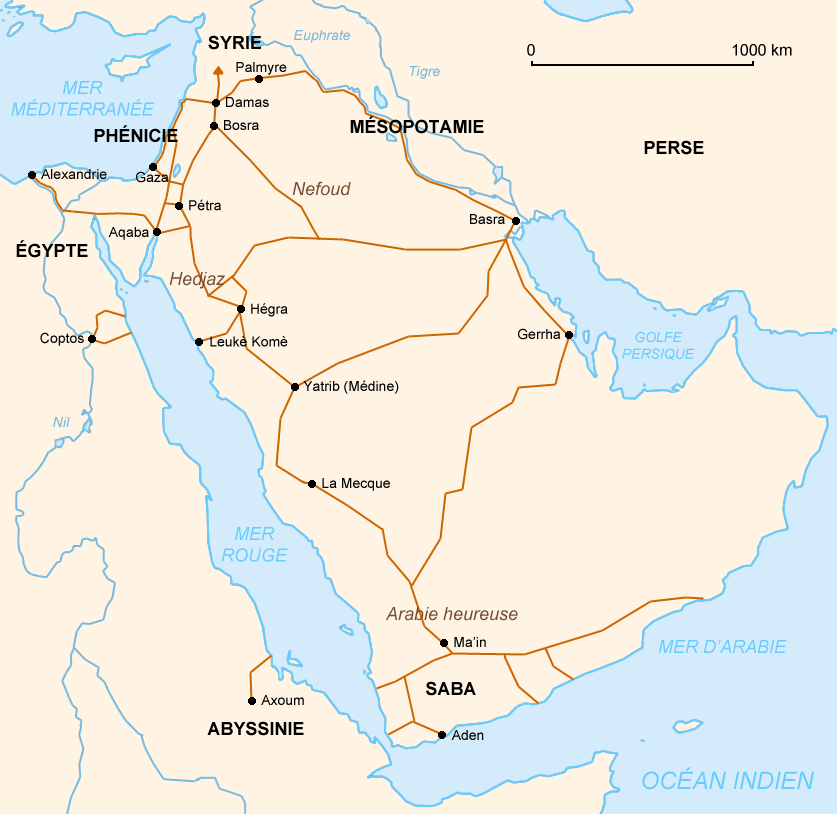
Les routes commerciales terrestres des Nabatéens vers 300-100 avant notre ère

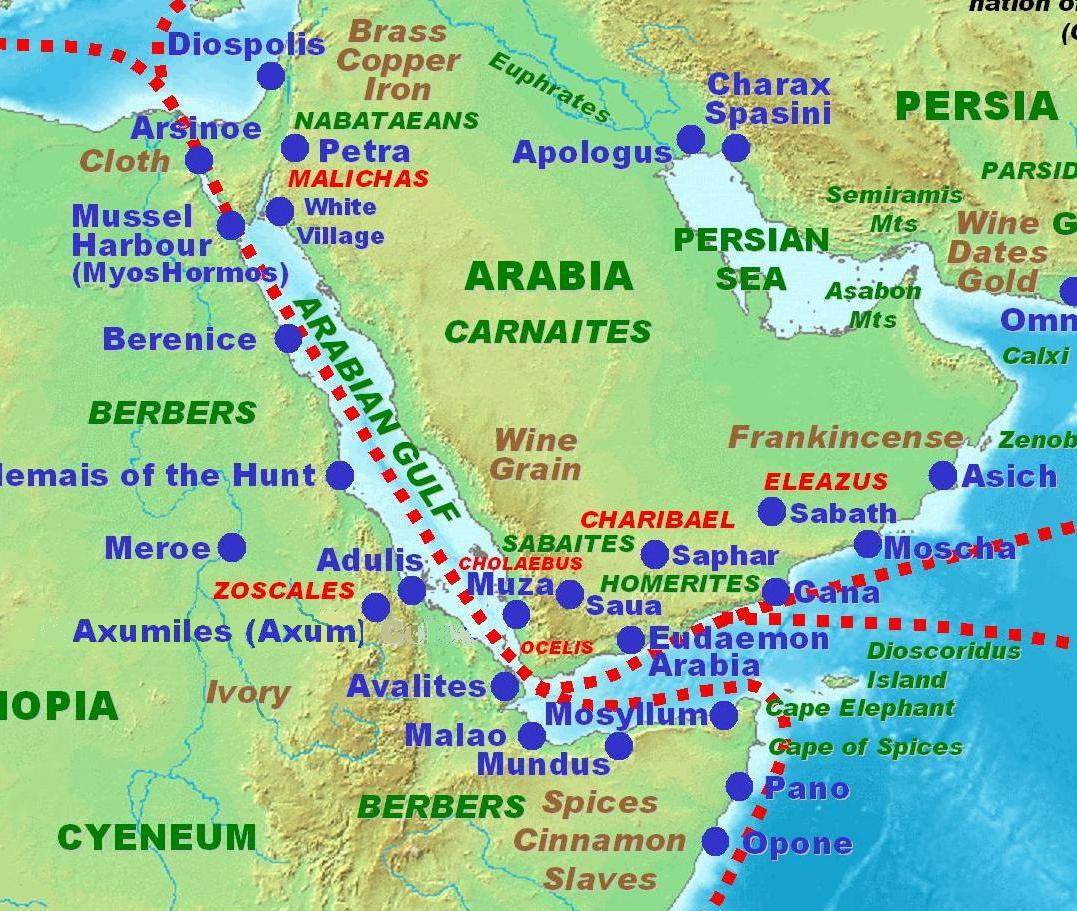
Principaux repères commerciaux de la péninsule arabique vers 40, selon le Périple de la mer Érythrée.

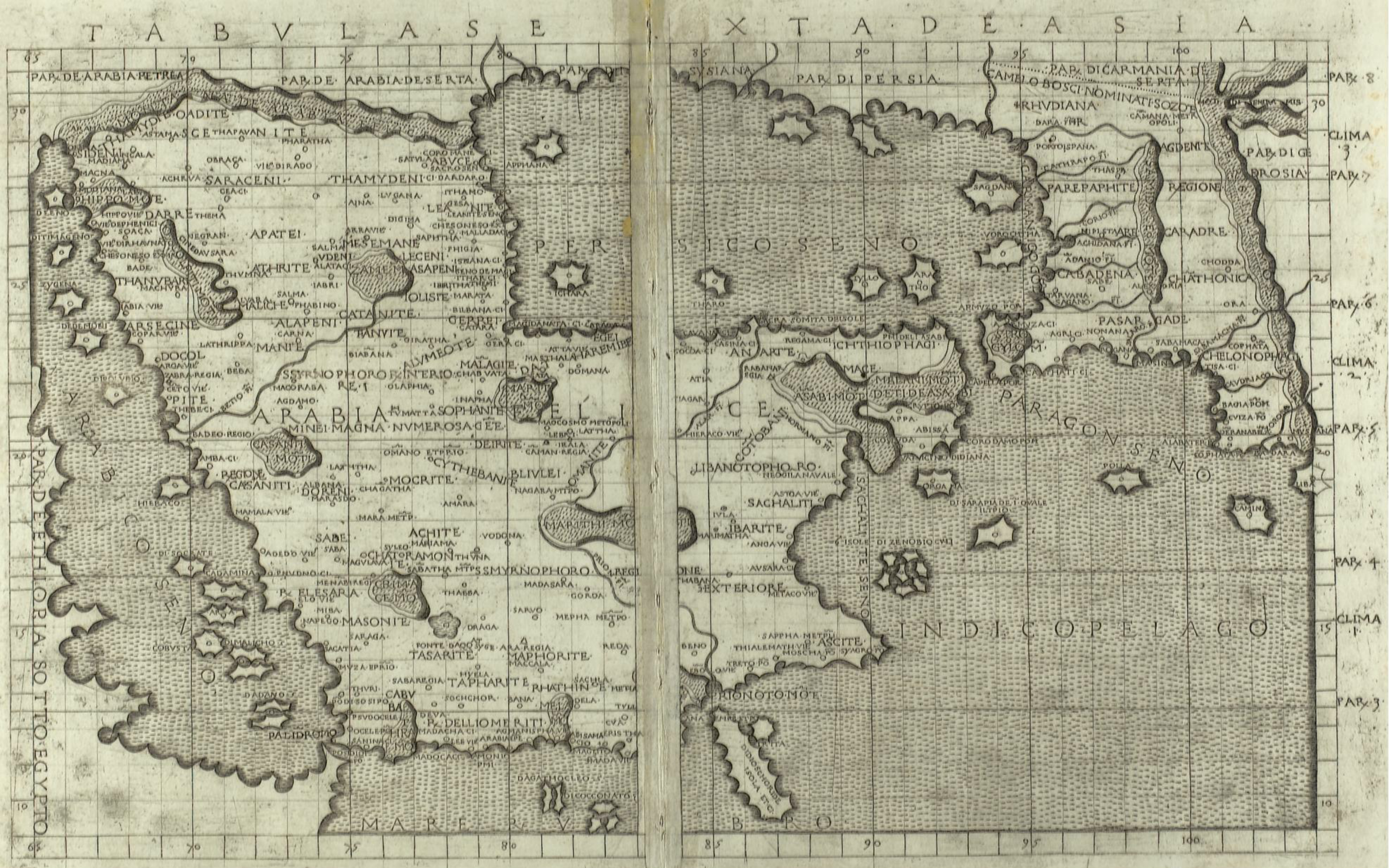
Géographie de Ptolémée, vers 150 : reconstitution de la 6e planche d'Asie

Le terme d'Arabes désigne (avant 600) une ethnie du Proche-Orient ancien, répartie non seulement dans la péninsule arabique (Al Jazira, l'Île) mais aussi, concurremment avec d'autres populations, en Mésopotamie, plaine de Mésopotamie et Haute Mésopotamie (Djézireh, Al Jazira), et au Levant.
La région du Hedjaz est occupée à l'époque néo-babylonienne par le roi Nabonide qui y réside même pendant 10 ans entre -553 et -543.
- Arabie achéménide (en), satrapie d'Arabāya

### Royaumes du Nord et du centre

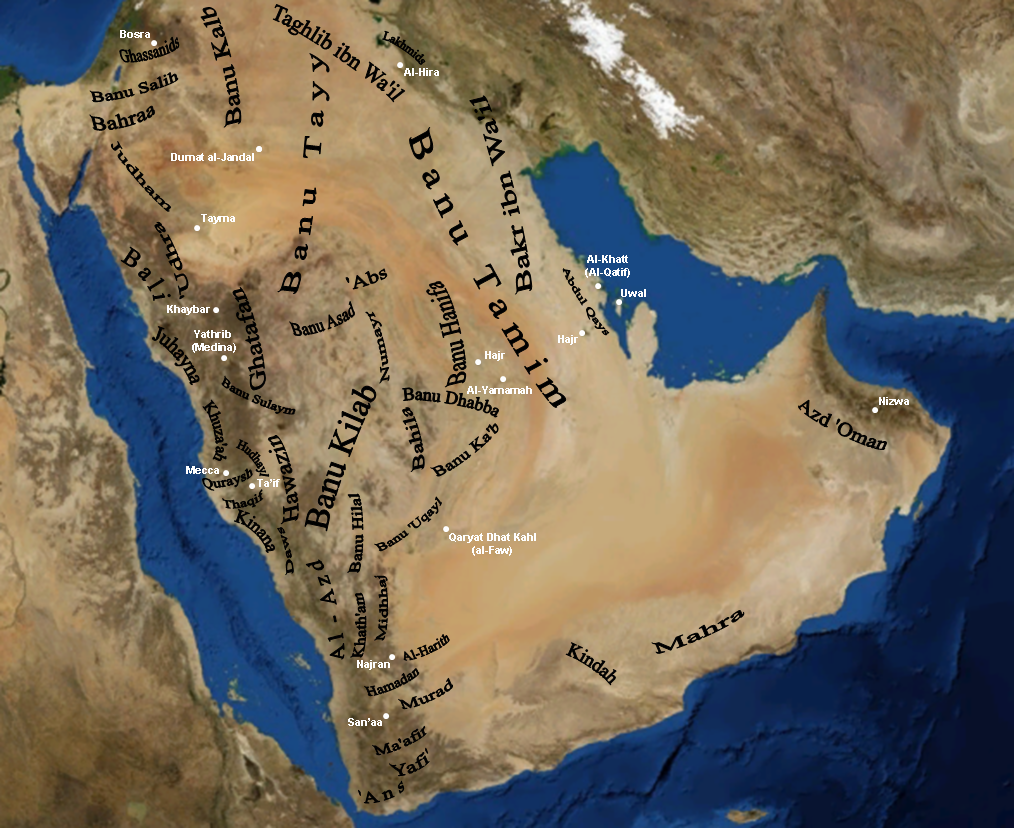
Regroupements de tribus dans la péninsule arabique vers 400-600

- Liste de sites archéologiques en Arabie saoudite (en), sites archéologiques en Arabie saoudite
- Al-Magar (néolithique)
- Franges nord :
  - Édom, Royaume de Moab, Ammonites (Amman), Aram-Damas
  - Araméens (Antiquité), Royaumes néo-hittites, Empire néo-assyrien
  - Pays de Madian (?)
- Tribus d'Arabie
  - Royaume de Qédar (de -850 à -150, Nord-Arabie et Sud-Syrie et Palestine), capitale : Dumat Al-Djandal
  - Kindah (vers 450-550, Nejd) : Qaryat al-Faw
- Tayma
- Rijal Almaa

### Royaumes de l'Est
Parmi les cultures anciennes :
- Dilmun (de -3200 à -538), Île de Tarout, Île de Failaka, Qal'at al-Bahreïn,
- Antiquités d'Al-Rakah (en) (vers Khobar).

Hors péninsule arabique, au Nord du golfe arabique-persique ou plutôt golfe d'Oman, se développe un pays nommé Makran/Mékran (dans l'actuel Baloutchistan, d'Iran et du Pakistan, culture de Kulli (en)). 
L'Empire achéménide (559-330 AP) en fait la satrapie de Gédrosie, qui devient Gédrosie après l'expédition d'Alexandre le Grand).
Deux autres satrapies achéménides sont proches par le détroit d'Ormuz, celle de Perside, et celle de Carménie (en) (ancienne civilisation de Jiroft), à l'emplacement des actuelles provinces iraniennes de Kerman et d'Hormozgan).
Des relations antérieures, au moins exploratoires (navigation dans l'Antiquité) et commerciales, ont pu avoir lieu avec l'Omanais : Solluba (en) ou Sulayb / Sleb / Sulluba, peut-être Hutaym (en).
- Magan, Satrapie de Maka (en)
- Histoire d'Oman (sud), Magan, Archéologie d'Oman (en)
- Liste de sites antiques dans les Émirats Arabes Unis (en)
- Archéologie aux Émirats arabes unis (en)

### Royaumes du Sud
- Histoire du Yémen (sud), Sites archéologiques au Yémen, Mission archéologique française de Shabwa
  - Qataban (sud, de -750 à -110) (capitale Timna ou Tamna')
  - Hadramaout (sud, capitale: Chabwa ou Shabwa)
- Ma'în (sud, capitale Qarnawu, moderne Ma'în) (de -1200 à -100 environ, Al Jawf (Yémen))
  - Nashshan (en)[4]
- Royaume de Saba (sud, Shéba, de -1200 à -275), capitales : Marîb et Sirwah)
- Nabatéens (nord-ouest, de -1000 à +106), Pétra, liste de rois nabatéens (en), Obodas III, Rabbel II, Art nabatéen
- 'Awsân (sud, capitale: Hagar Yahirr) (de -750 à -650)
- Nashshân (sud-ouest, Nashan (en), as-Sawdâ')[5]
- Diadoques, roi d'Asie (aux marges nord du monde arabe), Antigone le Borgne (de -382 à -301)
- Himyar (de -110 à +525, sud), Liste des rois de Saba et Himyar
- Langues sudarabiques anciennes (langues sémitiques du Sud), alphabet sudarabique[6]
- Judaïsme : Histoire des Juifs en terre d'islam, Dhu Nuwas (vers 470-vers 530), Juifs arabes, Juifs Mizrahim, Exode des Juifs des pays arabes et musulmans

### Côte Ouest
Le Périple de la mer Érythrée (vers 150-250) dresse un inventaire des ports, et donc des relations commerciales principalement en mer Rouge : liste de ports antiques en mer Rouge.
Le royaume éthiopien de Damot (750-550 AP) semble avoir reçu l'influence de populations venues de la péninsule arabique.
D'après le Monumentum Adulitanum (en) (vers 200-270), le royaume d'Aksoum (de -150~ à +950~) entretient, avec son port d'Adulis, d'étroites relations avec le sud de la péninsule arabique. En résulte le royaume d'Himyar (de -110 à +525/575, capitale Zafar, puis Sanaa), domine le Yémen (et une bonne partie de la péninsule) de 275 à 570/575.

## Antiquité tardive: émergence d'une identité arabe

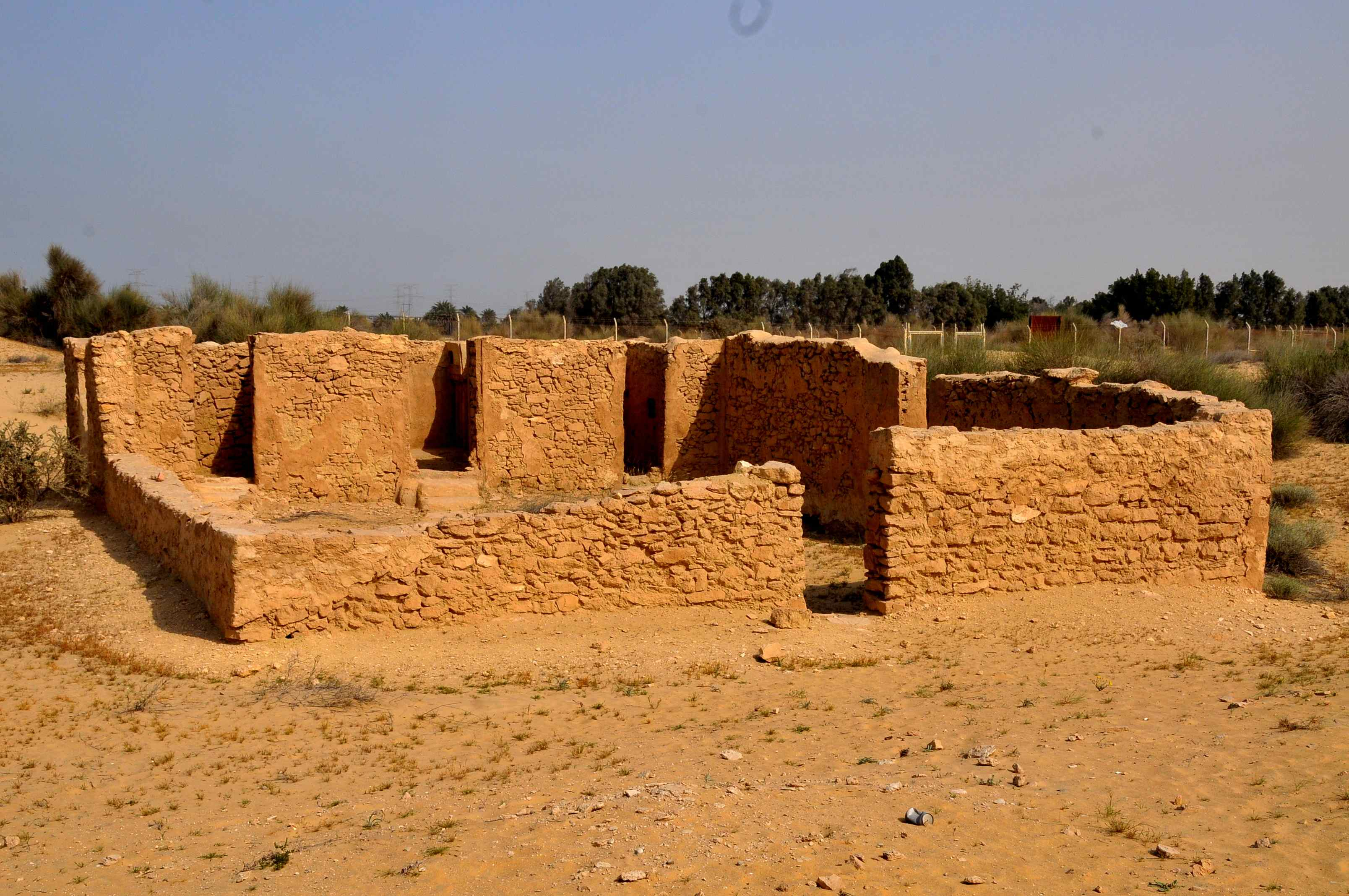
Église nestorienne d'Al-Jubayl, vers 350

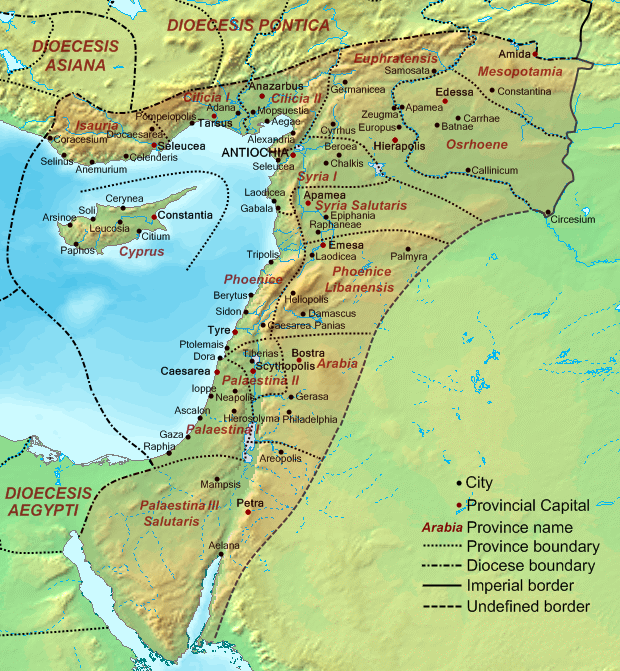
Carte du diocèse d'Orient vers 400

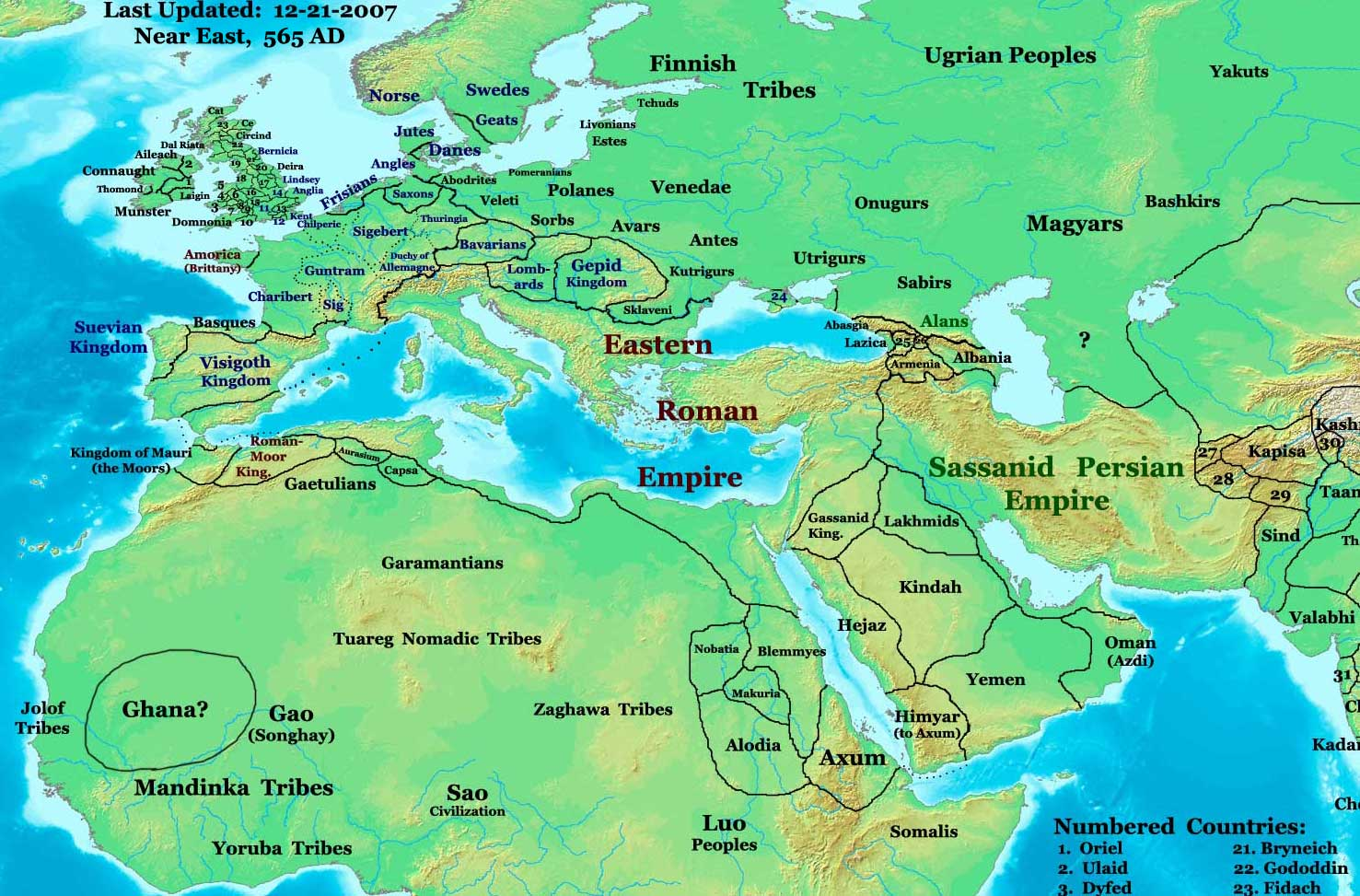
Situation vers 565

La présence romaine dans la région (nord-ouest de la péninsule arabique et ports en mer Rouge) est ancienne, en partie due aux échanges commerciaux entre la Rome antique et l'Inde et la Chine (route de la soie, route de l'encens, histoire de Gaza antique, liste des ports antiques en mer Rouge) et à l'Égypte romaine (de -30 à +641) : les provinces romaines de Judée (+6) et la province romaine d'Arabie pétrée (106), dès avant l'annexion du royaume nabatéen (vers 330-106), assurent un contrôle des routes commerciales, terrestres et maritimes, même en dehors de la Mare nostrum.
- Histoire des Romains en Arabie (en) (de -30 à au moins +300)
  - Bataille de Carrhes (53 avant l'ère commune, Harran, Osroène), Adiabène
  - Arabie (province romaine) (106-630, Arabie pétrée, Bosra)[7], Arabie déserte (nord-est), Arabie heureuse (sud, Yémen)
  - Diocèse d'Antioche (Diocèse d'Orient, 330-640), Diocèse d'Égypte (380-539)
  - Forces militaires romaines basées à Pétra (six cohortes Ulpia Petraeorum : I, II, III, IV, V et VI), Legio III Cyrenaica (transférée à Bosra)
  - Limes Arabicus, Strata Diocletiana
  - Lucius Aelius Gallus, Guerres perso-romaines (à partir de -100)
- Alphabet arabe, histoire de l'alphabet arabe, inscription trilingue de Zabad (512, grec ancien, syriaque, arabe ancien)
- Christianisme : Église de l'Orient, nestorianisme : Najran, Sanaa, Hira, Bassora
  - Ancienne église d'Aqaba, Église de Jubail (en) (Al-Jubayl, Arabie saoudite)
  - Communauté chrétienne de Najran (en) (Najran, Arabie saoudite), martyrs de Najran (523), Livre des Himyarites
  - Nuʿman (roi de Al-Hira de 582 à 602)[8], Abda d'Al-Hira (en) (abbé nestorien, mort en 680), Ibad, groupe arabe chrétien d'Al-Hira
  - Ichoyahb III, catholicos de l'Église apostolique assyrienne de l'Orient de 650 à 660, confronté au schisme des Églises de la province du Fars (Iran/Perse), donc du Golfe persique et d'Inde, puis de celles des cinq évêchés de Bahreïn ou du Qatar (Beth Qaṭrāyé en syriaque), puis de celles d'Oman (Mazun)
- Royaume de Hatra (vers 150-241), royaume-tampon arabe
- Royaume d'Osroène (de -132 à +216)
- Royaume d'Émèse (de -64 à +300), Élagabal (divinité)
- Périple de la mer Érythrée (vers 90-250)
- Tanukhides (196-1100)
- Ghassanides (220-638)
- Empire de Palmyre (260-273), Odénat (220-267), Zénobie (vers 240-275), Wahballat (vers 259-273)
- Lakhmides (300-602)
- Salihides ou Zokomides (vers 350-550)
- Révoltes samaritaines (484-572)

### Un royaume principal au Sud: Himyar
Divisée en royaumes rivaux, l'Arabie est réunie à la fin du IIIe siècle.
Le royaume de Himyar contrôle celui de Saba à partir de 275, envahit le Hadramaout vers 300. On considère que, entre 350 et 560, la majeure partie de la péninsule arabique est sous la domination de ce royaume. Ce royaume se confronte aux Perses peu après 300, lorsque ces derniers mènent un raid vers Nagran (?). Ce raid inaugure une période de confrontation entre Sassanides, Byzantins et Himyariens pour le contrôle de l'Arabie désertique.
À partir de 500 environ, le roi du royaume de Himyar est nommé par le négus d'Axoum. En réaction à une révolte du roi Joseph en 522, suivi du massacre de Najran en 523, le négus tue le roi et nomme le roi suivant. Le roi placé est alors un roi chrétien mais rapidement, le chef de l'armée en Arabie, Abraha, se révolte contre le roi et prend le pouvoir. Le royaume chrétien s'allie alors officiellement aux Byzantins. Abraha règne entre 535 et 565 et soumet une grande partie de l'Arabie, en particulier la région de Médine. Le pouvoir des Abrahides s'effondre vers 570-575 et les Perses prennent le pouvoir dans la Péninsule.
Entre le IVe et le VIe siècle, un déclin de peuplement, une transformation de la société et des voies commerciales peuvent s'observer en Arabie. « L'islam trouve autant son origine dans l'adaptation d'une population à la crise de l'Arabie au VIe siècle qu'à une évolution des civilisations de l'Arabie préislamique sur le long terme ». C'est donc une évolution du monde antique qui caractérise la fin de l'Antiquité préislamique. Cette « crise » est contemporaine de celle qui touche le monde méditerranéen.
Si le terme « arabe » existe depuis le IXe siècle avant J.C., l'existence d'une identité propre semble apparaitre à partir du IIe siècle de notre ère, date à laquelle des arabes se qualifient ainsi eux-mêmes. Cette identité se fonde alors sur une langue et non sur une ethnicité. Cela évolue pendant la période islamique.

### Royaumes du Nord: Lakhmides, Ghassanides
Une ancienne tribu arabe, les Lakhmides, qui serait d'origine yéménite, a été à l'origine d'une dynastie qui a gouverné une partie de ce qui est maintenant l’Irak et la Syrie pendant trois siècles (royaume de Hîra, 300-602). Des inscriptions proto-arabiques dans le sud de la Syrie datant de 328 parlent du roi Lakhmide (le deuxième de la dynastie) comme "Roi de tous les Arabes". Le royaume de Lakhmides, alors mi-nestorien, mi-zoroastrien, était vassal de l'empire Sassanide depuis 602, mais peu après, battus à la bataille de Hira par le musulman Khalid ibn al-Walid, les Lakhmides ont facilité la conquête musulmane de la Perse et la chute des Sassanides en acceptant d'aider en tant qu'espions les nouveaux conquérants.
Les Ghassanides, arabes chrétiens monophysites, auraient également pour origine le sud de l'Arabie qu'ils auraient quitté au IIIe siècle à la suite de l'effondrement du barrage de Ma'rib. Leur royaume s’étend de la Syrie à Yathrib. Confrontés à la conquête musulmane, eux aussi se retournent contre les Romains, dont ils étaient les vassaux, et aident à leur défaite à la bataille du Yarmouk.

## Géographie

### L'«Arabie Heureuse»

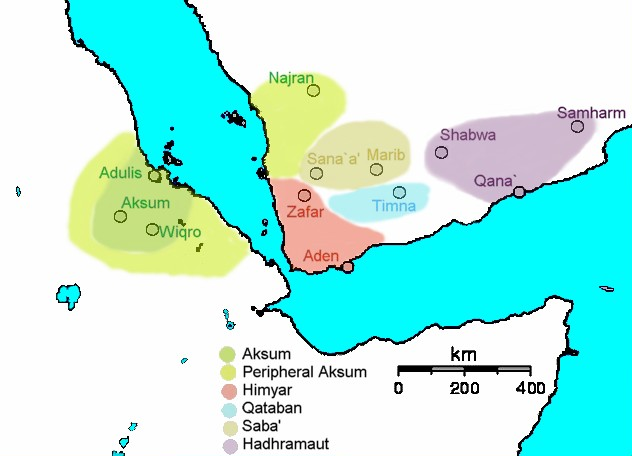
Royaumes yéménites, IIIe siècle. On voit le royaume d'Aksoum (en Éthiopie actuelle avec une extension sur la péninsule arabique, au nord du royaume himyarite, où se situe Aden). Au nord-est du royaume himyariate, le royaume de Saba et le royaume de Qataban. Enfin, le royaume d'Hadramaout (à la frontière actuelle d'Oman).

Bénéficiant d'un régime de moussons, l'Arabie du Sud (le Yémen) est appelées "Heureuse" en raison de ses richesses agricoles et de ses techniques d'irrigation. Ses habitants, sédentaires, témoignent d'une grande habileté dans la mise en œuvre d'ouvrages hydrauliques, tels les digues (digue de Marib), les canaux, les vannes, les répartiteurs, etc. Dans les basses-terres, les réseaux d'irrigation les mieux conservés sont ceux de Mârib, Tamna (Timna'), Shabwa (Chabwa), Barâqish. 
L'Arabie du Sud produit et exporte surtout des aromates (encens, myrrhe, etc.) et commerce avec la Méditerranée orientale, l'Egypte, l'Inde, l'Éthiopie et la Corne de l'Afrique.

### Le centre et le Nord
Les Arabes du Centre et du Nord sont appelés les « Arabes de la tente » (sarakênoi en grec, d'où vient le mot sarrasins).
Les Nabatéens fondent leur royaume autour de la ville de Pétra. Eux aussi montrent une excellente maîtrise de l'environnement et des techniques d'irrigation et d'agriculture. Trajan crée une nouvelle province romaine au nord de la Nabatène. De 244 à 249, Philippe l'Arabe dirige toute la province. 
Le sud de la Syrie est connu sous le nom de Palmyre. Odenathus (Udhayna) en est le premier souverain, puis sa femme Zénobie (Zayneb) lui succède. Aurélien prend ensuite le contrôle de région mais presque la totalité de la population reste semi-nomade ou nomade. Les sources sont peu loquaces au sujet des autres dynasties Lihyan et Thamud. Des inscriptions attestent cependant l'existence des deux états et le Coran mentionne aussi Thamud. En 384, le traité de paix entre les Sassanides et les Romains arrête les guerres dans la région : cette paix dure jusqu'en 502 et le commerce prospère, les routes de la région demeurant sûres pendant plus d'un siècle.

### La Mecque
On ne connaît de La Mecque que ce que les sources islamiques, écrites à partir de 750 apr. J.-C. (Hégire+130 ) nous en décrivent. Aucun auteur contemporain des faits (Nonnosos, Procope de Césarée, les ecclésiastiques syriaques de l'époque) ne décrit la Mecque au Hedjaz. La Mecque est absente des inscriptions préislamiques. Pour Lindstedt, l'identification de La Mecque à la Macoraba de Ptolémée n'est pas crédible. À l'inverse, Yathrib est attestée par trois inscriptions préislamiques en Arabie du Sud, deux datant de l'époque hellénistique et l'une du royaume de Himyar et d'autres en Mésopotamie.
À supposer qu'elle ait déjà existé, La Mecque aurait été sous le pouvoir du royaume de Himyar à partir de 420-445. Société urbaine et de l'écrit, La Mecque se rapproche alors des sociétés du sud. « République de marchands », comparable à Saba ou Palmyre, elle réunit les grands marchands de la tribu des Quraychites. Celle-ci se compose, selon les traditions, de plusieurs clans : les Hachémites (celui de Mahomet), et les Omeyyades (celui du futur troisième calife, Othman). Ces derniers concluent des traités avec les Romains d'Orient, les Éthiopiens, les Sassanides, l'Inde. Les caravanes peuvent comporter jusqu'à 2 500 chameaux, transportant or, gemmes, ivoire, soie, épices, encens… L'importance de La Mecque en tant que centre de commerce a cependant été remise en cause par Patricia Crone (1987), mais certains de ses ouvrages ont été vivement critiqués par des chercheurs comme R. B. Serjeant et Fred M. Donner. Néanmoins, il se peut que La Mecque ait été bien éloignée des principaux itinéraires caravaniers, ainsi que le relève A. de Maigret : « La Mecque, la Macoraba de Ptolémée, se trouve à trois jours de marche plus à l’ouest [des principales routes caravanières]. Il est impensable que les caravanes se soient détournées d’autant pour y faire étape. Ainsi, seuls les commerçants en route pour la Mecque laissaient la route principale derrière eux ». Selon la tradition musulmane, la caste des marchands se serait enrichie grâce aux échanges avec ses voisins des confins du désert, au passage des caravanes et aux manifestations religieuses qui attirent les autres tribus dans certains lieux sacrés (La Mecque, Arafat).

## La société préislamique durant l'Antiquité tardive

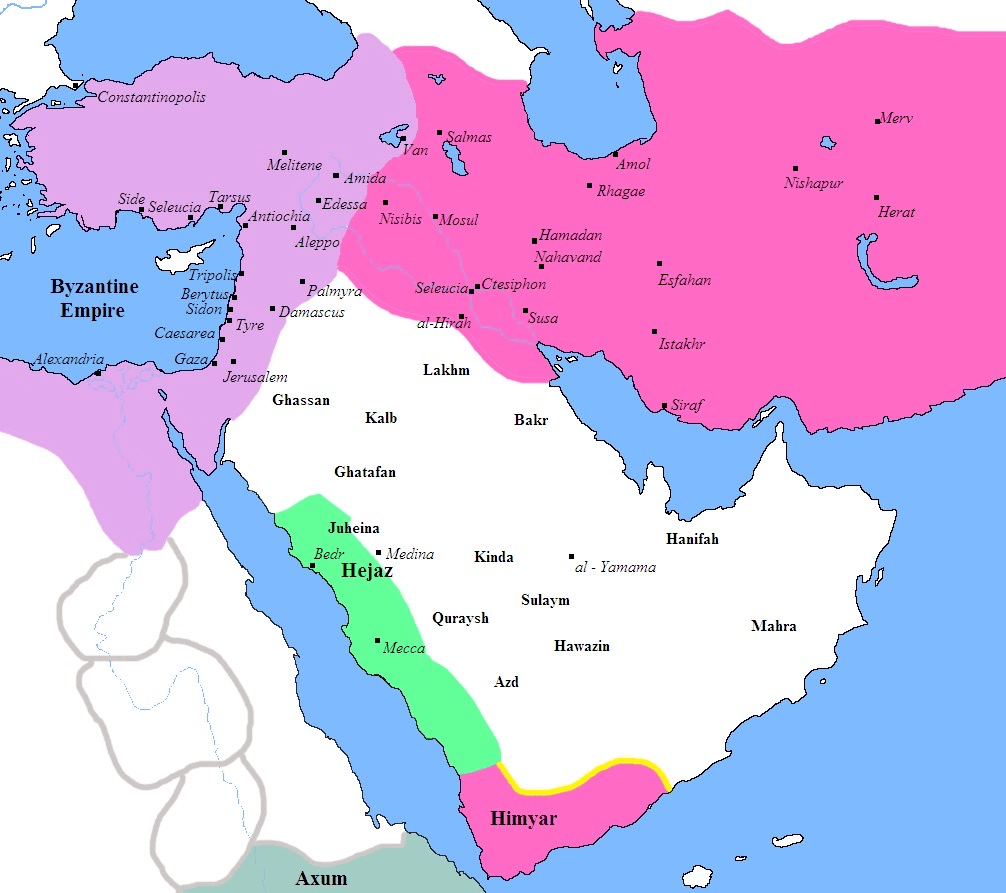
Arabie pré-islamique.

Localisation traditionnelle des principales tribus vers 600.

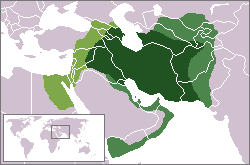
Expansion maximale de l'Empire sassanide (224-651), vers 620.

Le fond culturel dans lequel naît l'islam est encore mal connu, en partie en raison de la difficulté de mener des fouilles archéologiques en Arabie centrale. Il n'existe, en effet, aucun vestige archéologique datant de l'époque de Mahomet et peu de traces des deux derniers siècles avant l'islam. Cette absence de source peut être liée à la difficulté de datation, en période d'appauvrissement de l'Arabie.
Les nouvelles recherches permettent de renverser l'image préconçue et traditionnelle sur l'Arabie préislamique et les inscriptions permettent d'inscrire celle-ci dans le contexte de l'Antiquité tardive. Il est donc nécessaire pour étudier le contexte d'apparition du Coran de prendre en compte le double contexte des productions méditerranéennes de l'Antiquité tardive et celui d'une Arabie possédant des particularités. L'Arabie préislamique ne peut être séparée de cette Antiquité tardive.

### Une société principalement sédentaire
Contrairement à l'idée reçue d'une Arabie de nomades, les sédentaires forment la majorité des habitants de la péninsule. Cette idée reçue est liée à la place de la nomadité dans la poésie préislamique et dans la pensée abbasside qui construit les nomades comme modèles. L'idée qui dominait dans la recherche jusqu'à une période récente était que la péninsule arabique aurait alors été essentiellement dominée par une société de type nomade. Cette hypothèse semble maintenant peu crédible.
Les nomades sont les bédouins, que les Grecs appelaient sarakênoi (d'où le mot sarrasins) ou « Arabes scénites », soit « ceux qui vivent sous la tente ». Ils se déplaçaient à cheval de point d'eau en point d'eau pour l'élevage de leurs troupeaux : dromadaires pour porter les marchandises, chèvres et moutons pour le lait et la viande. Ils pratiquent aussi la chasse aux oryx, et la fauconnerie. Ils se divisent en clans et en sous-tribus. Lorsque les cultures, l'élevage ou le commerce périclitent, ils pillent des caravanes et razzient des esclaves. D'autres tribus sont sédentaires, cultivant des légumes, des vergers et des palmeraies. Des groupes (dont certains sont, religieusement, juifs ou chrétiens) sont composés de négociants, de commerçants et d'artisans installés dans de petites villes où se tiennent des marchés. Ils s'identifient davantage par leurs traditions professionnelles (forgerons, tisserands, teinturiers, sauniers, charpentiers, charrons, joaillers, traiteurs, marchands…) que par leur généalogie, comme les autres tribus. L’équilibre entre toutes ces tribus est fragile. Certaines sont formées de mercenaires combattant pour le plus offrant ou protégeant les caravanes des marchands qui dominent la société.

### Droits et coutumes
Un droit préislamique existe, incluant les procédures de vente, de prêt à intérêt (souvent usuraire), des associations commerciales (la commandite, mudâraba), des contrats (en particulier agricoles). Il existe aussi des ventes aléatoires (au jeté de caillou, etc.) ; des flèches divinatoires peuvent être utilisées pour les partages.
Les clans arabes ont un chef (sayyid ou chaykh), choisi par consensus. Le fils aîné du chef défunt est en général choisi. Avant l'apparition de l'islam, la place de la femme dans l'ordre social coutumier est subalterne. La filiation est exclusivement patriarcale. La polygamie est pratiquée proportionnellement à la fortune du chef de famille ; le père exerce une autorité absolue sur ses femmes, enfants, domestiques, clients (mawlâ), esclaves,. La fille est un bien de famille, cédé contre une compensation matrimoniale (le bien passe du patrimoine du fiancé à celui du père de la fiancée : ce n'est ni une dot ni un douaire; voir mariages arabes préislamiques). Les divorces ou répudiations sont fréquents ; le concubinage avec les esclaves admis, de même que la prostitution. Enfin, l'endogamie est préférée (mariage avec la cousine), afin de préserver les biens collectifs de la famille.
Les pouvoirs du chef augmentent en temps de guerre, lorsqu'il devient qâ'id, ou chef de guerre. Un droit coutumier réglemente les rapports entre les tribus (razzia, trêve religieuse, droits de passage, négociations, pactes de non-agression, etc.). Chaque tribu a un conseil (Ahl al Bayt, « les gens de la maison »), ou une assemblée tribale. Les groupes professionnels ont eux aussi leur conseil (madjles, al-nâdi, al-mala', etc.).
Hors de sa famille ou de son clan, les pouvoirs d'un chef sont limités. La tribu peut ne pas suivre ses avis (ra'y), et il est sous la surveillance des autres chefs de clan. Outre le chef, le porte-parole (khatib), le devin (kâhin), le desservant du haram (sâdin) et le poète (châ'ir) ont un rôle influent. Il s'agit là de fonctions, et non de statut : le chef peut jouer le rôle de devin, etc.. Les litiges sont le plus souvent réglés par le hakam, un arbitre qui tente de concilier les parties (dans les affaires de vendetta, ou de joutes oratoires, etc.). En définitive, la justice et le pouvoir reposent en grande partie sur le prestige et l'autorité morale.
L'assemblée tribale « s'occupait surtout de travaux agricoles, d'aide sociale, du respect des coutumes, et elle arbitrait les joutes oratoires (al-mufâkhara). » Prenant ses décisions par consensus, obtenu à la suite de longs débats durant lesquels les rapports de force étaient apparents, l'assemblée devait persuader le chef et la tribu pour toute décision. Joseph Chelhod parle ainsi de « proto-démocratie ». L'assemblée n'était pas un organe législatif : elle devait suivre la coutume et la tradition (la sunna), et si des innovations étaient apportées, sous l'influence de personnalités charismatiques, celles-ci prenaient souvent le masque de l'appel à la coutume.

### Un monde principalement monothéiste
Les savants musulmans rapportent que l'Arabie préislamique était polythéiste. Or le contexte du Coran est celui des débats des monothéismes. « L'image d'une Arabie à la veille de l'islam dominée par le paganisme n'a pas de véritable fondement historique ». Archéologiquement, une douzaine d'églises de l'Antiquité tardive sont connues en Arabie mais aucun temple polythéiste. Les inscriptions permettent maintenant de dire qu'il est vraisemblable que le chef de la confédération de tribus à laquelle appartenait Mahomet était chrétien et la tribu de Quraish entretenait des liens étroits avec Byzance. La dernière inscription connue mentionnant une divinité polythéiste date de 402-403 et est remplacée dès 530 par des inscriptions uniquement chrétiennes. Certains chercheurs s'appuient sur l'absence de source dans la région de Médine et de La Mecque pour défendre la non-implantation de communautés de chrétiens dans cette région. Néanmoins, cela n'exclut pas les influences chrétiennes sur le Coran et une familiarité de celui-ci avec les matériaux chrétiens. Pour M. Amir-Moezzi, cette absence de preuves matérielles de grande imprégnation de culture monothéiste biblique dans le Hedjaz (à la différence du reste de l'Arabie) peut « sans doute » être liée à la politique de destruction systématique des vestiges préislamiques du pouvoir saoudien.
L'image de l'Arabie préislamique polythéiste est une construction de l'apologétique musulmane pour souligner la déchéance de la Jahiliyya et l'opposer à l'action salvatrice du prophète de l'islam ». Il est probable que si un temple polythéiste a existé à Médine, il a été fermé bien avant le VIIe siècle et la vie de Mahomet. Lors de l'Hégire, la seule religion (en tout cas publique) de cette ville semble le judaïsme. Les traditionnistes ne connaissaient visiblement pas la réalité du terrain. Par exemple, les traditions musulmanes décrivent les « idoles ». L'archéologie a prouvé que les divinités étaient représentées, en Arabie préislamique, comme un trône vide.
Face à la déliquescence de la religion polythéiste, deux options ont été possibles, soit la conversion à une religion préexistante, soit l'adaptation des rites anciens aux nouvelles pensées. C'est cette voie, nécessitant une rupture qui fut prise par Mahomet et par la demi-douzaine de prophètes rivaux de l'époque. Ainsi, Musaylima prêchait aussi un dieu unique, al-Rahman, reçoit une révélation appelée « Coran » par la voix de l'ange Gabriel. L'islam naissant n'est donc pas une revigoration d'un monothéisme primitif mais une réaction contre les monothéismes établis en vue de maintenir des formes anciennes de religiosité polythéiste.
« On peut affirmer désormais que la culture religieuse de Muhammad et celle de ses auditeurs n'est pas le résultat d'une quête individuelle qui aurait commencé avec leur génération. Elle plonge ses racines dans la présence déjà ancienne de communautés juives et chrétiennes dans de nombreuses régions d'Arabie ».

## La présence juive

Le Levant vers 830 avant notre ère

Déportation d'Israélites par l'Empire néo-assyrien

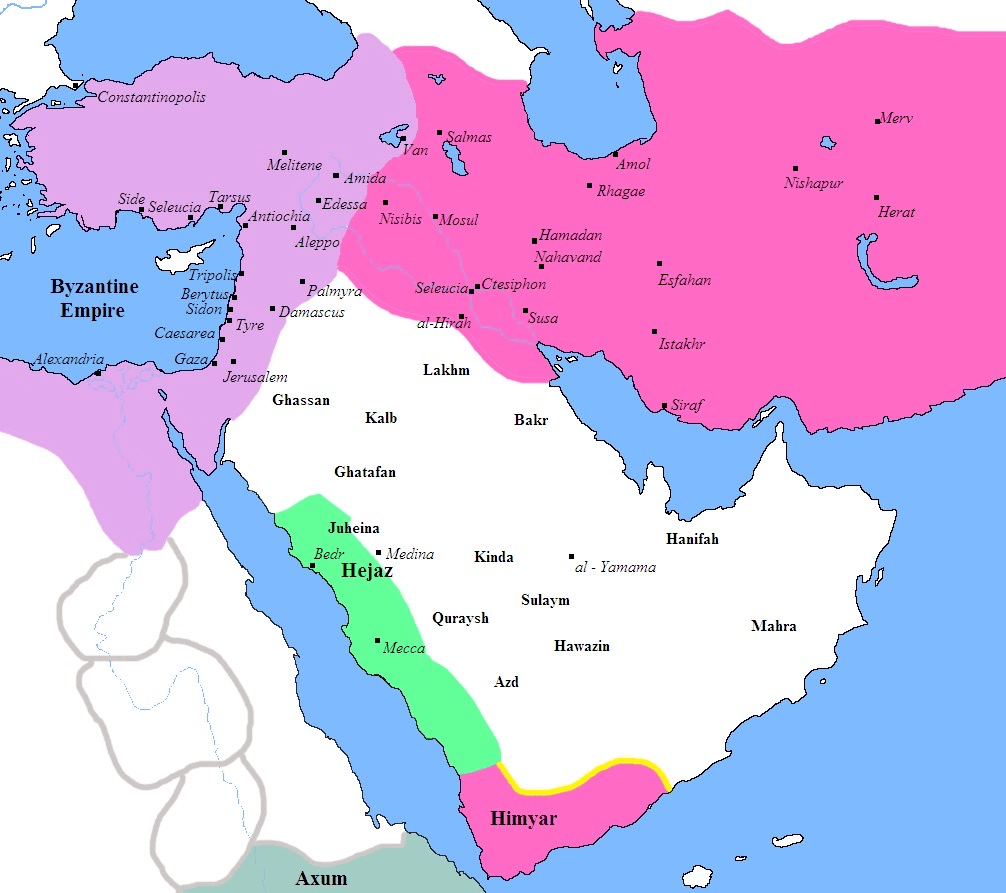
Le royaume juif de Himyar, au sud (en rose bordé de jaune).

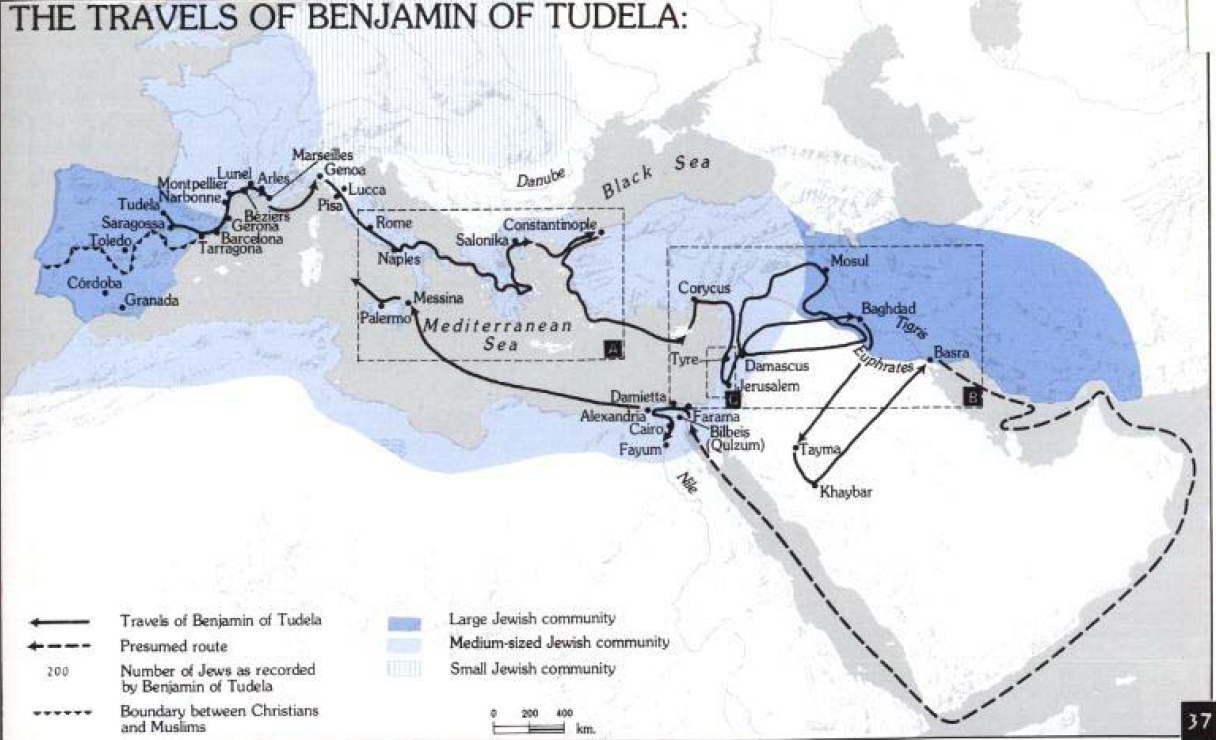
Itinéraire de Benjamin de Tudèle, notamment en Arabie, vers 1165.

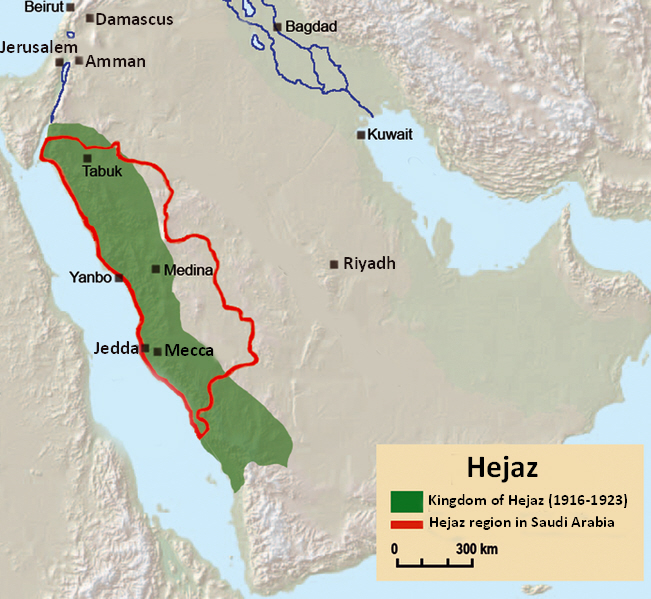
Les juifs sont particulièrement présents dans la partie ouest de la péninsule arabique, le Hijaz (dont les frontières ont varié, en vert, en rouge)

Les premiers israélites se seraient installés dans certaines régions d'Arabie dès la période babylonienne.
La littérature arabe contient différentes légendes relatives à l'arrivée des premiers israélites. Certaines légendes la font remonter à l'époque de Moïse ou après la destruction du premier Temple : l'arrivée de 80 000 prêtres qui se joignent aux communautés déjà établies. Ce qui correspond à une affirmation similaire dans le Talmud.
Durant le premier et second siècle après J-C, l'Arabie offre déjà une terre d'asile pour les Juifs persécutés après la conquête de la Judée par les Romains,. Les israélites vivent en tribus dans les oasis le long des routes commerçantes. Leur existence est évoquée dans le Midrash, la Mishna et le Talmud,. Ferdinand Wüstenfeld propose l'hypothèse d'un royaume juif indépendant dans le nord du Hedjaz.
Des nouveaux villages juifs et chrétiens sont établis, parlant l'araméen et propageant la culture hellénistique. Le centre chrétien principal du Sud est Najran, tandis que les Juifs et les populations judaisées s'installent sur l'ensemble du territoire et en particulier fondent Yathrib. Ce sont principalement des artisans et des agriculteurs. L'origine de ces populations demeure obscure, certains avancent des origines du Yémen, d'autres de la Palestine ou bien d'autres régions. Dans les sources islamiques, ils sont réputés pour leurs poésies (Ibn Sallâm al-Jumahî).
Ils entretiennent des relations avec les centres de l'Empire sassanide , et parlent une langue différente (nommée ratan) d'après les écrits islamiques, qui selon Al-Tabari serait du perse.
À partir du IVe siècle trois tribus juives principales existent dans la ville de Yathrib : les Banu Qaynuqa, les Banu Qurayza et les Banu Nadir. Ils sont réputés comme artisans, en particulier pour le travail des métaux. Selon une autre version, la population aurait été composée de deux groupes: un dirigeant (Ansar) et un autre composé de juifs et de juifs prosélytes .
Selon une autre théorie, fondée sur des études islamiques, on envisage l'hypothèse de l'existence de communautés juives syncrétistes, voire de « musulmans bibliques » similaires aux judéo-chrétiens : tribus musulmanes et juives de Yathrib. Dans les sources islamiques, les juifs sont décrits comme les premiers habitants ayant développé les espaces agricoles du nord du Hejaz, en contraste avec les Bédouins nomades.
Dans l'Arabie antique, se côtoient des juifs d'origine judéenne, des convertis, dont les Himyarites du Yémen, et des « craignant Dieu ». La royauté Himyarite se serait convertie au judaïsme vers l'an 380. Selon les traces archéologiques, le royaume himyarite aurait dominé une partie de l'Arabie s'étendant jusqu'au Hejaz. Des populations se convertissent, certaines le sont de force par le roi Yūsuf Dhū Nuwas, ainsi que les Sabéens.
Dans le Hijaz, à l'avènement de l'Islam, les Juifs se rencontrent dans toutes les sphères de la société. Ils parlent l'arabe, le judéo-arabe, l'araméen et font usage de locutions hébraïques.
De 1165 à 1173, l'explorateur juif Benjamin de Tudèle voyage notamment en Arabie et rapporte dans son témoignage l'existence effective de populations juives encore à « El katif », Tayma et Khaybar. Les juifs d'Arabie sont sous l'influence des Gueonim.

## Historiographie de la période préislamique: laJāhiliyya
L'histoire préislamique de l'Arabie est encore mal connue. Par exemple, les cartographies de Médine sont récentes et les cartes des tribus arabes au VIIe siècle s'appuient sur des écrits du Xe siècle, ce qui en fait un document peu satisfaisant scientifiquement. De nombreuses recherches récentes ont pu modifier notre vision de cette Arabie. « Sauf exception, les publications antérieures aux années 1980 sont dépassées et ne peuvent être utilisées qu'avec prudence ».
Cette absence de source est à confronter à la profusion de sources musulmanes consacrées à cette période préislamique. Néanmoins, celles-ci ont été mises par écrit plus de deux siècles après et par des personnes extérieures à l'Arabie. Elles sont caractérisées par des inventions, des manipulations, des compositions à des fins apologétiques ou pour des intérêts personnels. Les recherches de chercheurs, comme celles de Rodinson[Qui ?], n'ont pas toujours su s'extraire de ces sources orientées.
La tradition construit une opposition entre l'Arabie préislamique, pauvre et ignorante, polythéiste et tribale et l'Arabie islamique, riche et puissante. L'archéologie et l'épigraphie ont prouvé, à l'inverse, que l'Arabie préislamique possédait des royaumes puissants, que l'écriture était répandue largement, qu'elle s'inscrit dans l'Antiquité tardive méditerranéenne, et que le polythéisme est abandonné dès le IVe siècle. L'Arabie préislamique prend le nom de Jāhiliyya (Âge de l'ignorance) dans les sources arabo-islamiques.
Ainsi, les traditions islamiques sur l'invention de l'arabe « [ne sont] pas un savoir transmis de génération en génération, mais un essai de reconstruction par des savants… ». Elles sont contredites par les découvertes récentes. Il en est de même pour les questions de calendriers préislamiques. Ces traditions n'ont « « rien d'historique mais dérive[nt] de la conviction fallacieuse que La Mecque était un centre religieux et commercial majeur dans l'Arabie du VIe siècle ». Il ne fait guère de doute que ces traditions ont fait l'objet d'une reconstruction mémorielle. Pour Robin, « Quand il est possible de vérifier si les traditionnistes sont bien informés ou si les sources qu'ils utilisent sont fiables, le résultat est négatif ». Pour Amir-Moezzi, comme le prouvent les preuves épigraphiques, archéologiques et le Coran lui-même, l'Arabie n'est pas celle présentée par l'apologétique musulmane, celle du chaos et de l'idolâtrie.
La tradition savante naît au VIIIe siècle soit après deux siècles de guerres, de changements politiques et religieux, de guerres civiles. La « perte de mémoire des traditionnistes » s'explique par ce contexte, contemporain ou postérieur à Abd al-Malik. Si cette perception n'est pas une invention complète, les recherches actuelles prouvent qu'elle était alors faussée et sans recul (elle pourrait évoquer quelques dizaines d'années). De plus, les traditionnistes ne souhaitent pas écrire l'histoire mais répondre à des questions religieuses et éclairer le Coran. « La démarche de ces savants était avant tout apologétique ». Pour Hoyland[Qui ?], « [Il] faut garder à l'esprit que les rapports arabes ne sont pas de simples récits historiques, mais plutôt de nature épique et légendaire, pleins de séductions, d'embuscades, de discours éloquents et de batailles héroïques ».